# Fenna Noordermeer
Fenna Noordermeer is burgemeester van Midden-Delfland.  Ze is partijloos. Noordermeer komt oorspronkelijk uit de Nederlandse provincie Noord-Holland, maar is ruim 30 jaar woonachtig in De Lier.
Na een studie personeelswerk werkte ze bij uitzendbureau Vedior, later werd ze directeur van PEP Den Haag. Deze functie vervulde ze van 2012 tot begin 2023. Met ingang van 18 december 2023 is zij burgemeester van Midden-Delfland.
Noordermeer staat bekend als een warme persoonlijkheid en een verbinder.